# Alexandre Laporte
Pour les articles homonymes, voir Laporte.
Alexandre Gabriel Laporte, né le 13 octobre 1850 à Toulouse et mort le 26 juin 1904 dans la même ville, est un sculpteur français.
Sculpteur néo-baroque, il a travaillé essentiellement pour sa ville natale avec pour sujets de prédilection l'enfance, la musique et les femmes.

## Biographie
Alexandre Laporte est né dans une famille d'origine modeste. Son père, son oncle et son grand-père sont de petits artisans ébénistes formés à l'école des beaux-arts. Alexandre Laporte entre en 1861 à l'école des beaux-arts de Toulouse. En 1872, il est admis comme élève de la section peinture et sculpture à l'École nationale des beaux-arts de Paris dans l'atelier de François Jouffroy. Il fréquente également l'atelier libre du Toulousain Alexandre Falguière, atelier de pratique pour compléter la théorie apprise à l'école. 
Il installe son atelier à Toulouse vers 1875, où il fera toute sa carrière de sculpteur. Il participe tous les ans au Salon des artistes français à Paris. Laporte obtient une médaille de troisième classe au Salon de 1886 avec sa statue en plâtre Tircis, acquise par l'État et traduite en marbre, pour laquelle on lui décerne une médaille de deuxième classe au Salon de 1889.
Il reçoit plusieurs commandes de sa ville natale, la première étant celle du décor de la salle du théâtre du Capitole en 1878. Il y réalise un des quatre fronton, La Sculpture et l'Architecture en 1880.
De 1881 à 1884, il est nommé comme professeur de sculpture adjoint de Charles Ponsin-Andarahy à l'école des beaux-arts de Toulouse. Il devient professeur de sculpture statuaire de 1886 à 1903, enseignant l'art du buste, les études d'après l'antique et l'interprétation de gravures en bas-relief. De l'atelier de Laporte sortiront, entre autres, les sculpteurs Maurice Bouval, Auguste Seysses, Paul Ducuing, Grégoire Calvet et Paul Silvestre.
En 1884, il sculpte des statues colossales pour le nouveau décor de la façade côté jardin du Capitole de Toulouse. Il crée deux grandes statues allégoriques : La Guerre et L'Industrie. 
En 1887, il réalise La Leçon d'anatomie pour l'un des deux frontons de la faculté de médecine et de pharmacie de Toulouse, allées Jules-Guesde.
En 1888, Alexandre Laporte réalise un buste posthume de son maître Charles Ponsin-Andarahy dans un style néo-baroque.
Comme tous les artistes célèbres de l'école toulousaine, Laporte est mis à contribution pour orner la salle des Illustres à partir de 1892 ; il y réalise le bas-relief Toulouse dans sa Gloire (1892).
L'année 1894 est la plus prolifique car il réalise pour le cimetière de Rieux-Minervois dans l'Aude, un monument funéraire à Affiac, à la fois romantique et républicain. La même année, il sculpte La République pour le fronton de la gendarmerie à pied sur la place du Parlement à Toulouse.
Il sculpte en 1896 le haut-relief L'Ariège et La Garonne. Cette fontaine initialement commandée pour orner le jardin des Plantes de Toulouse a été restaurée et transférée sur la place Lafourcade. 
Son allégorie de La Peinture, réalisée à la même époque, orne la façade de l'école des beaux-arts de Toulouse.
En 1902, il sculpte le Monument au cardinal Sourrieu en bronze à Aspet, et le Monument à Henri Vialatte en bronze inauguré en 1903 à Alzonne,.
Alexandre Laporte, atteint par la syphilis en 1901, meurt dans sa ville natale le 26 juin 1904.

## Galerie

Œuvres d'Alexandre Laporte
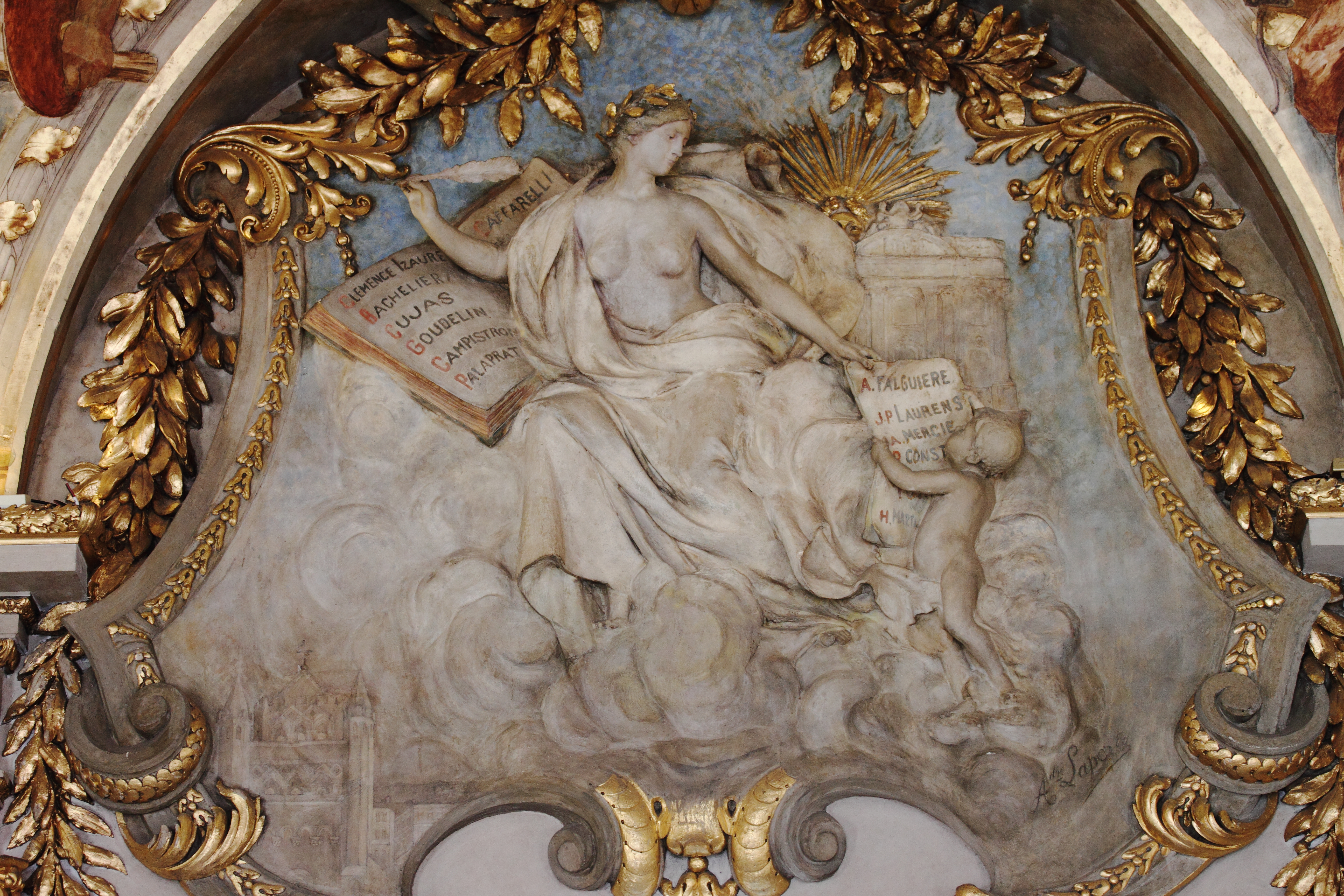
Toulouse dans sa gloire (1892), Toulouse, salle des Illustres.
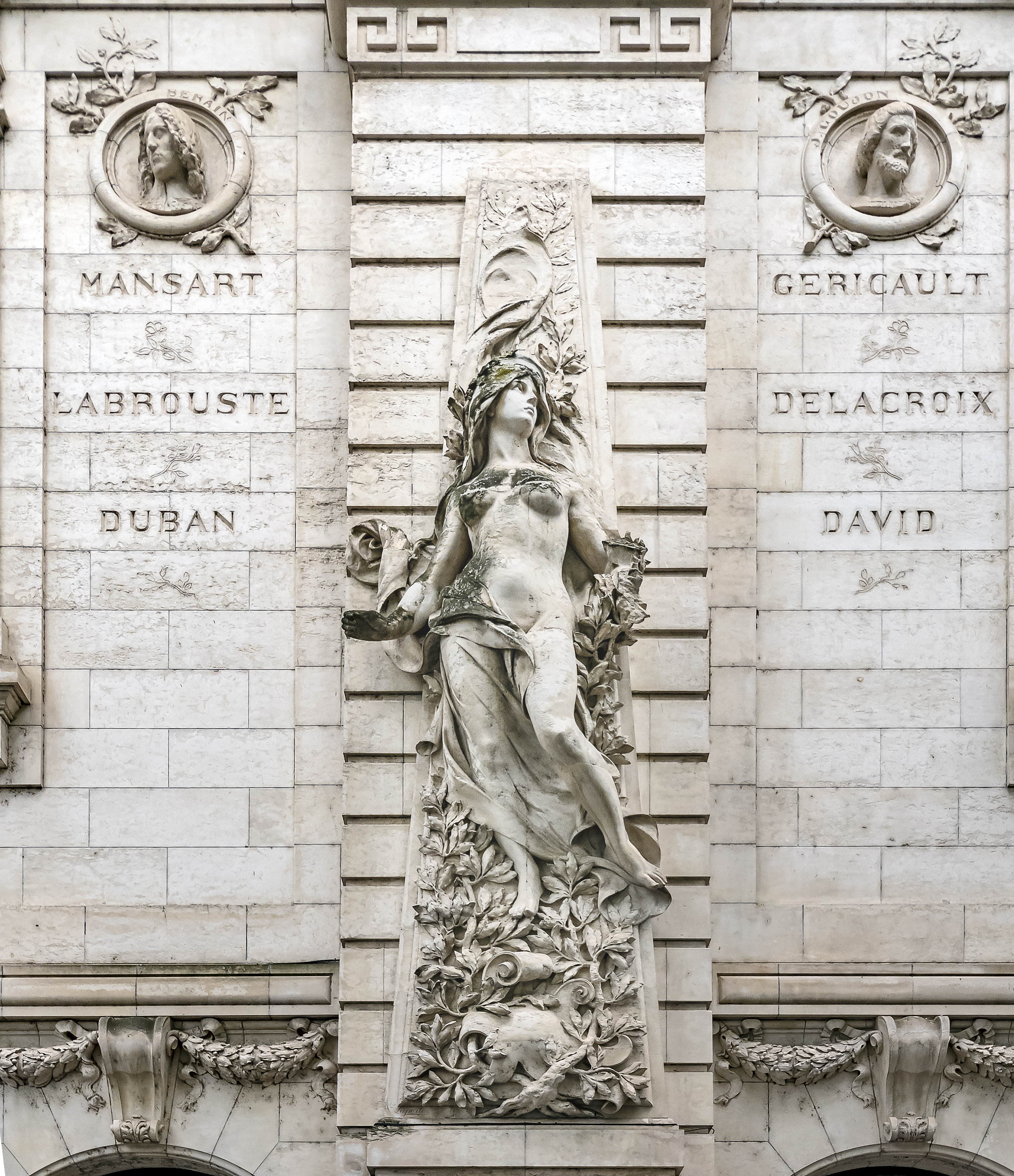
La Peinture (1896), École supérieure des beaux-arts de Toulouse.
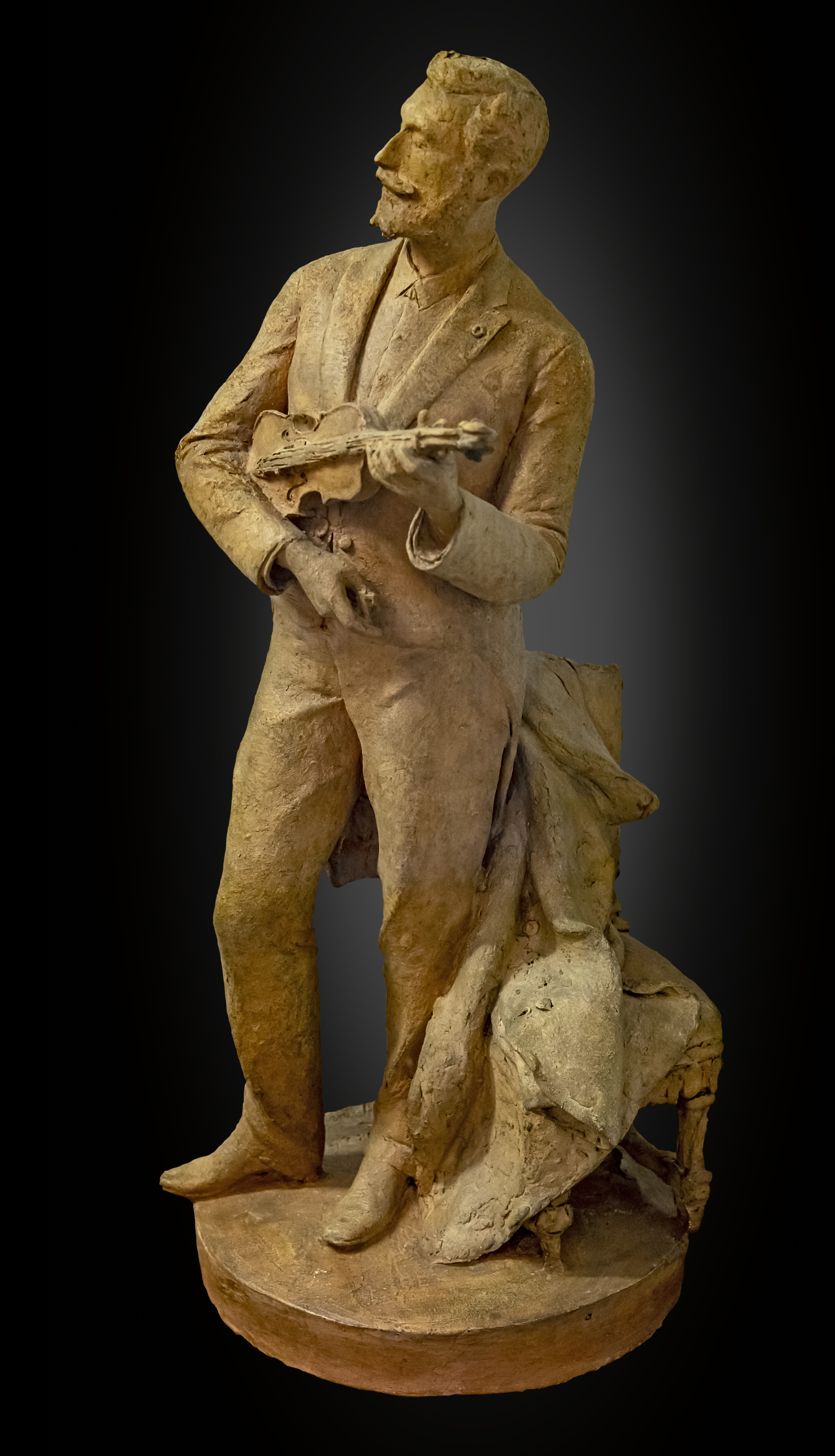
Le Violoniste Pierre Birbet  (1897) musée du Vieux Toulouse.
Monument au cardinal Sourrieu (1902), Aspet.

### Sources
- Florence Dumas, Alexandre Laporte (1850-1904) Sculpteur toulousain, Mémoire de master II, université de Toulouse II – Le Mirail, 2013 ([PDF] en ligne).